# Musée archéologique de Stavanger
 (avril 2023).
Si vous disposez d'ouvrages ou d'articles de référence ou si vous connaissez des sites web de qualité traitant du thème abordé ici, merci de compléter l'article en donnant les références utiles à sa vérifiabilité et en les liant à la section « Notes et références ».
Le Musée archéologique de Stavanger (en norvégien : Arkeologisk museum i Stavanger, AM ou AmS) fait partie de l'université de Stavanger. Il est consacré à l'histoire du Rogaland depuis l'arrivée des premiers groupes humains en Norvège jusqu'à la fin de l'époque médiévale. Il est situé dans le quartier de Våland (en).

## Historique
Le musée a été séparé du Muséum de Stavanger et établi en tant qu'institution indépendante le 1er janvier 1975. Il était alors situé dans les anciens locaux de Mme Meieri. En 1995, le musée a emménagé dans des locaux nouvellement construits.
Le Musée archéologique de Stavanger a été rattaché à l'université de Stavanger le 1er janvier 2009.

## Collections
Le musée conserve plus de 12 000 objets découverts dans le Rogaland. L'exposition permanente, appelée Museoteket, propose une introduction à la préhistoire du Rogaland à travers une présentation thématique de vestiges archéologiques.
La ferme de l'âge du fer (de) d'Ullandhaug (en), près de l'Université, fait également partie du musée.

## Activités
Le musée a une vaste activité éditoriale et possède sa propre maison d'édition, AM forlag. Il publie notamment la revue trimestrielle Frá haug ok heiðni , distribuée à tous les membres de l'Association archéologique du Rogaland (quatre numéros par an). La bibliothèque du musée dispose d'archives ouvertes au public, avec des informations classées par emplacement.
Chaque printemps et chaque été, le musée organise des fouilles archéologiques dans le Rogaland.

## Fréquentation
Le nombre de visiteurs a augmenté de 12,5 % en 2007, passant de 37 589 visiteurs en 2006 à 44 538 en 2007.

## Directeurs
- 1975-1992 : Odmund Møllerop (no)
- 1993-1998 : Bjørn Myhre (no)
- 1999-2001 : Roy Høibo
- 2001-2002 : Mari Høgestøl
- 2002-2010 : Harald Jacobsen
- 2010-2014 : Arne Johan Nærøy (no)
- 2014-     : Ole Madsen